# Кукоклюно земеродно рибарче
Кукоклюните земеродни рибарчета (Melidora macrorrhina) са вид средноголеми птици от семейство Земеродни рибарчета (Alcedinidae).
Разпространени са в равнинните гори на Нова Гвинея и някои съседни острови. Достигат дължина 27 сантиметра и маса 85 – 100 грама. Хранят се с насекоми и жаби, като понякога разравят почвата в търсене на храна.